# Красное (Васильевский сельский округ)
Красное — село в Пошехонском районе Ярославской области России. 
В рамках организации местного самоуправления входит в Пригородное сельское поселение, в рамках административно-территориального устройства — в Васильевский сельский округ.

## География
Расположено в 42 км к северо-востоку от центра города Пошехонье.

## Население
| 2002 | 2007 | 2010 |
| ---- | ---- | ---- |
| 2    | ↘0   | →0   |

Согласно результатам переписи 2002 года, в национальной структуре населения русские составляли 100 % из двух жителей.